# Ante Tomić (football)
Pour les articles homonymes, voir Tomić.
Ante Tomić est un footballeur croate né le 23 mai 1983. Il est milieu de terrain.

## Palmarès
- Champion de Croatie en 2006, 2007, 2008 et 2009 avec le Dinamo Zagreb